# Formule de Viète
Pour la solution générale à une équation du second degré, voir Formule quadratique. Pour la relation entre coefficients et racines d’un polynôme, voir Formules de Viète.

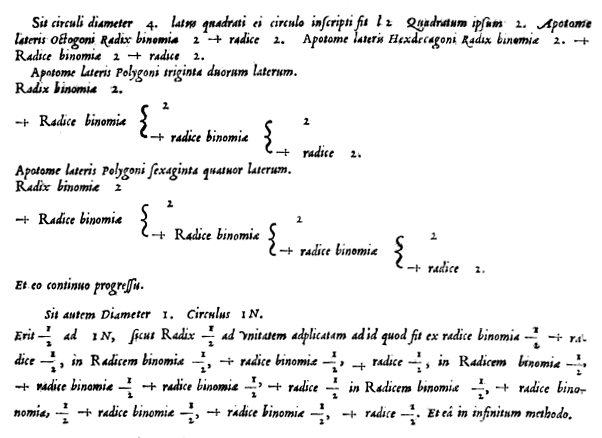
Formule de Viète énoncée dans son Variorum de rebus mathematicis responsorum, liber VIII (1593).

En mathématiques, la formule de Viète est le produit infini suivant des radicaux imbriqués représentant le nombre π :
{\displaystyle {\frac {2}{\pi }}={\frac {\sqrt {2}}{2}}\;{\frac {\sqrt {2+{\sqrt {2}}}}{2}}\;{\frac {\sqrt {2+{\sqrt {2+{\sqrt {2}}}}}}{2}}\cdots }.
Elle est nommée d'après François Viète, qui l'a publiée en 1593 dans son Variorum de rebus mathematicis responsorum, liber VIII.

## Signification
À l'époque où Viète publiait sa formule, des méthodes d'approximation de π étaient connues depuis longtemps. La méthode de Viète peut être interprétée comme une variation d'une idée d'Archimède d'approximation du périmètre d'un cercle par celui d'un polygone, utilisée par Archimède pour trouver l'approximation
{\displaystyle {\frac {223}{71}}<\pi <{\frac {22}{7}}}.
Cependant, en publiant sa méthode comme formule mathématique, Viète a formulé la première occurrence connue d'un produit infini en mathématiques,, et le premier exemple d'une formule explicite pour la valeur exacte de π,. En tant que première formule représentant un nombre résultant d'un processus infini plutôt que d'un calcul fini, la formule de Viète a été considérée comme le début de l'analyse mathématique, et plus largement comme « l'aube des mathématiques modernes ».
En utilisant sa formule, Viète a calculé π avec une précision de neuf chiffres après la virgule. Cependant, ce n'était pas l'approximation la plus précise de π connue à l'époque. En effet, le mathématicien perse Al-Kashi avait calculé π à une précision de neuf chiffres sexagésimaux, soit 16 chiffres décimaux, en 1424. Peu de temps après la publication de la formule par Viète, Ludolph van Ceulen a utilisé une méthode similaire pour calculer 35 décimales de π, qui n'ont été publiées qu'après la mort de van Ceulen en 1610.

## Interprétation et convergence
La formule de Viète peut être réécrite et comprise comme l'expression d'une limite
{\displaystyle \lim _{n\rightarrow \infty }\prod _{i=1}^{n}{\frac {a_{i}}{2}}={\frac {2}{\pi }}}
où {\displaystyle a_{n+1}={\sqrt {2+a_{n}}}}, avec {\displaystyle a_{1}={\sqrt {2}}}. Le concept de limite et les preuves rigoureuses de convergence ont été développés en mathématiques bien après l'œuvre de Viète ; la première preuve que cette limite existe n'a été donnée qu'en 1891, par Ferdinand Rudio.

Comparaison de la vitesse de convergence de plusieurs séries infinies historiques donnant π.
S_{n} est l'approximation de π au nième rang. Chaque graphique étire d'un facteur horizontal 10 la zone ombrée du graphique précédent.

La vitesse de convergence d'une suite régit le nombre de termes de l'expression nécessaires pour atteindre un nombre donné de décimales. Dans le cas de la formule de Viète, il existe une relation linéaire entre le nombre de termes et le nombre de décimales : le produit des n premiers facteurs donne une expression de π précise à environ 0,6n décimales,.
Ce graphique compare les vitesses de convergence de plusieurs méthodes et montre la suprématie du produit de Wallis, un produit infini plus tardif pour calculer π. Bien que Viète lui-même n'ait utilisé sa formule que pour calculer 9 décimales de π,
une version modifiée de sa formule a été utilisée pour calculer des centaines de milliers de décimales de π .

## Formules proches
La formule de Viète peut être obtenue comme cas particulier d'une formule donnée plus d'un siècle plus tard par Leonhard Euler. Euler a découvert que
{\displaystyle {\frac {\sin x}{x}}=\cos {\frac {x}{2}}\cdot \cos {\frac {x}{4}}\cdot \cos {\frac {x}{8}}\cdots }.
En posant x = π/2 puis en calculant chaque facteur du produit, on obtient la formule de Viète.
On peut aussi déduire la formule de Viète de la formule suivante pour π, qui implique toujours des racines carrées imbriquées de 2, mais n'utilise qu'une seule multiplication :
{\displaystyle \pi =\lim _{k\to \infty }2^{k}\underbrace {\sqrt {2-{\sqrt {2+{\sqrt {2+{\sqrt {2+{\sqrt {2+\cdots +{\sqrt {2}}}}}}}}}}}} _{k\ \mathrm {symboles} \ \mathrm {racine} }}
De nos jours, de nombreuses formules similaires à celle de Viète impliquant des radicaux imbriqués ou des produits infinis de fonctions trigonométriques sont connues pour π, ainsi que pour d'autres constantes telles que le nombre d'or,,,,,,.

## Démonstration

Une suite de polygones réguliers avec des nombres de côtés égaux à des puissances de 2, inscrits dans un cercle. Les rapports entre les aires ou les périmètres des polygones consécutifs dans la suite donnent les termes de la formule de Viète.

Viète a obtenu sa formule en comparant les aires des polygones réguliers avec 2n et 2n + 1 côtés inscrits dans un cercle. Le premier terme du produit, {\displaystyle {\frac {\sqrt {2}}{2}}}, est le rapport des aires d'un carré et d'un octogone, le deuxième terme est le rapport des aires d'un octogone et un hexadécagone, etc. Ainsi, le produit se télescope pour donner le rapport des aires d'un carré à un cercle. Les facteurs du produit peuvent aussi être interprétés comme des rapports de périmètres de la même suite de polygones, en commençant par le rapport des périmètres d'un digone (le diamètre du cercle, compté deux fois) et d'un carré, le rapport des périmètres d'un carré et d'un octogone, etc.
Une autre preuve est possible en utilisant, comme expliqué ci-dessus, la formule d'Euler.